# Miloš Vujović
Miloš Vujović, född 5 september 1993, är en montenegrinsk handbollsspelare som spelar för VfL Gummersbach och det montenegrinska landslaget. Han är högerhänt och spelar som vänstersexa.
Vid EM 2022 kom han med i All star team som bästa vänstersexa.